# 九州大学大学院農学研究院・大学院生物資源環境科学府・農学部

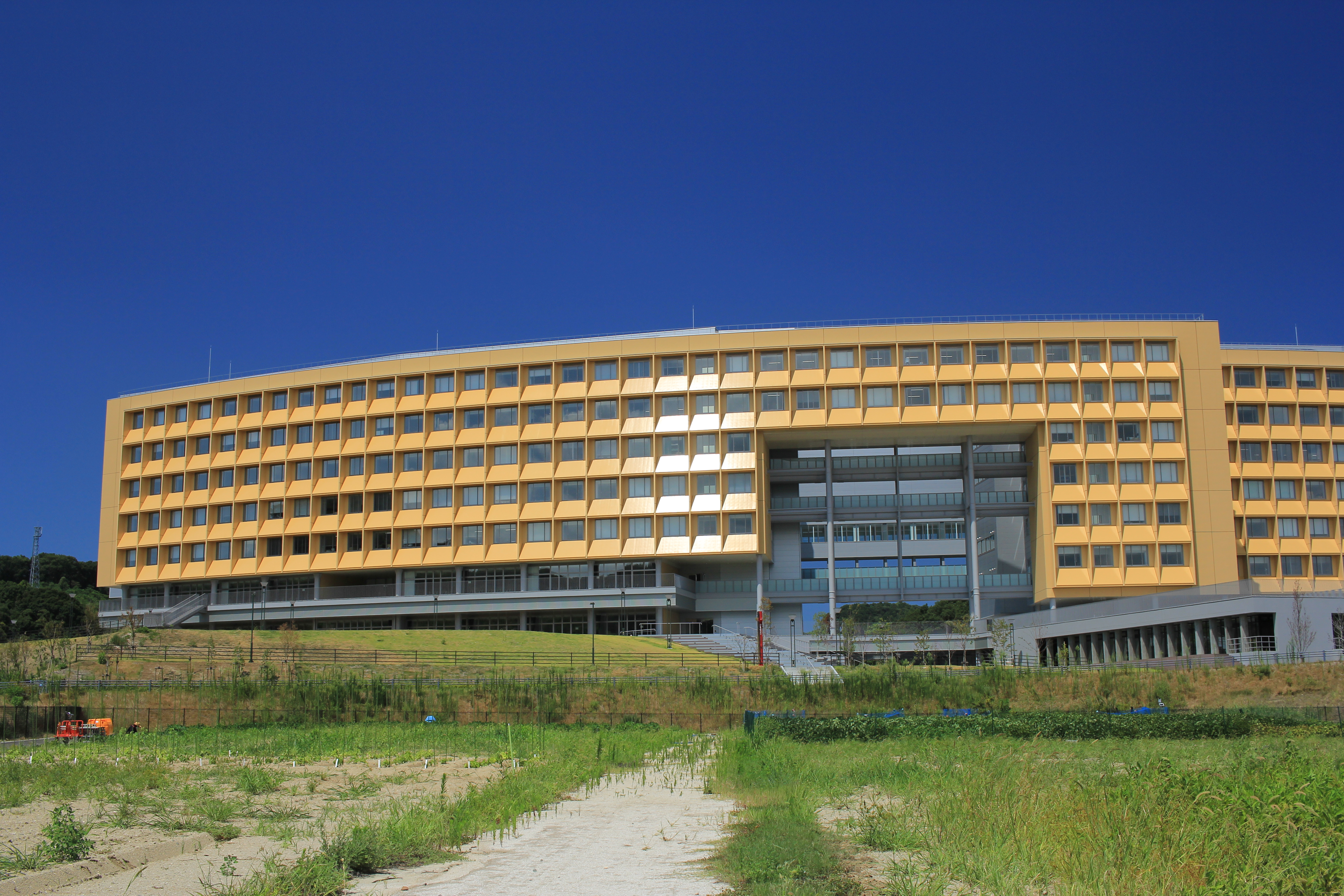
ウエスト5号館（伊都地区）

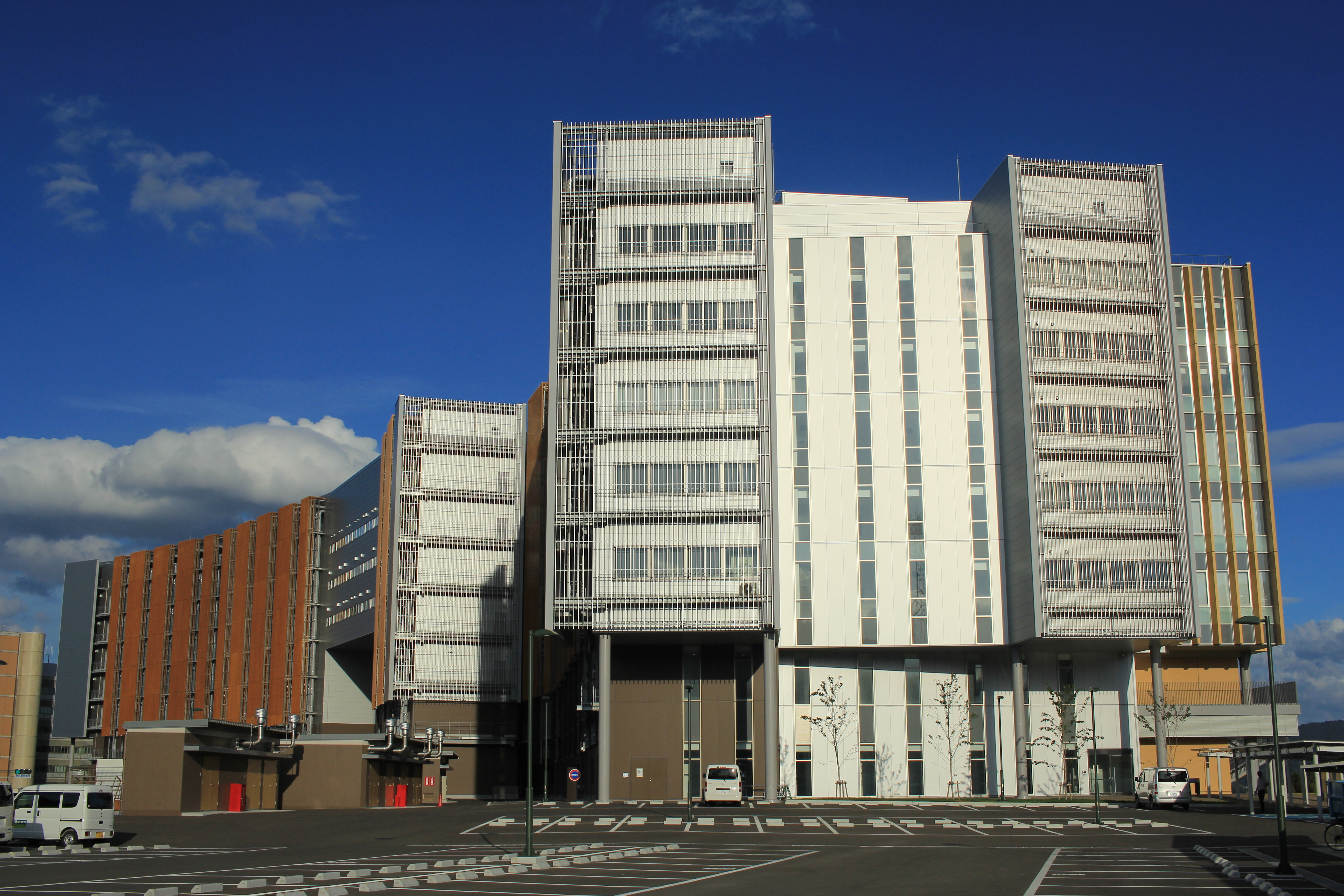
別角度から

九州大学大学院農学研究院（きゅうしゅうだいがくだいがくいんのうがくけんきゅういん、英称:Faculty of Agriculture）は、九州大学大学院に設置される研究科以外の研究組織の一つであり教員が所属する。九州大学大学院生物資源環境科学府（きゅうしゅうだいがくだいがくいんせいぶつしげんかんきょうかがくふ、英称:Graduate School of Bioresource and Bioenvironmental Sciences）は九州大学大学院に設置される研究科以外の教育組織の一つであり大学院生が所属する。九州大学農学部（きゅうしゅうだいがくのうがくぶ、英称: School of Agriculture）は、九州大学に設置される学部の一つである。

## 概要

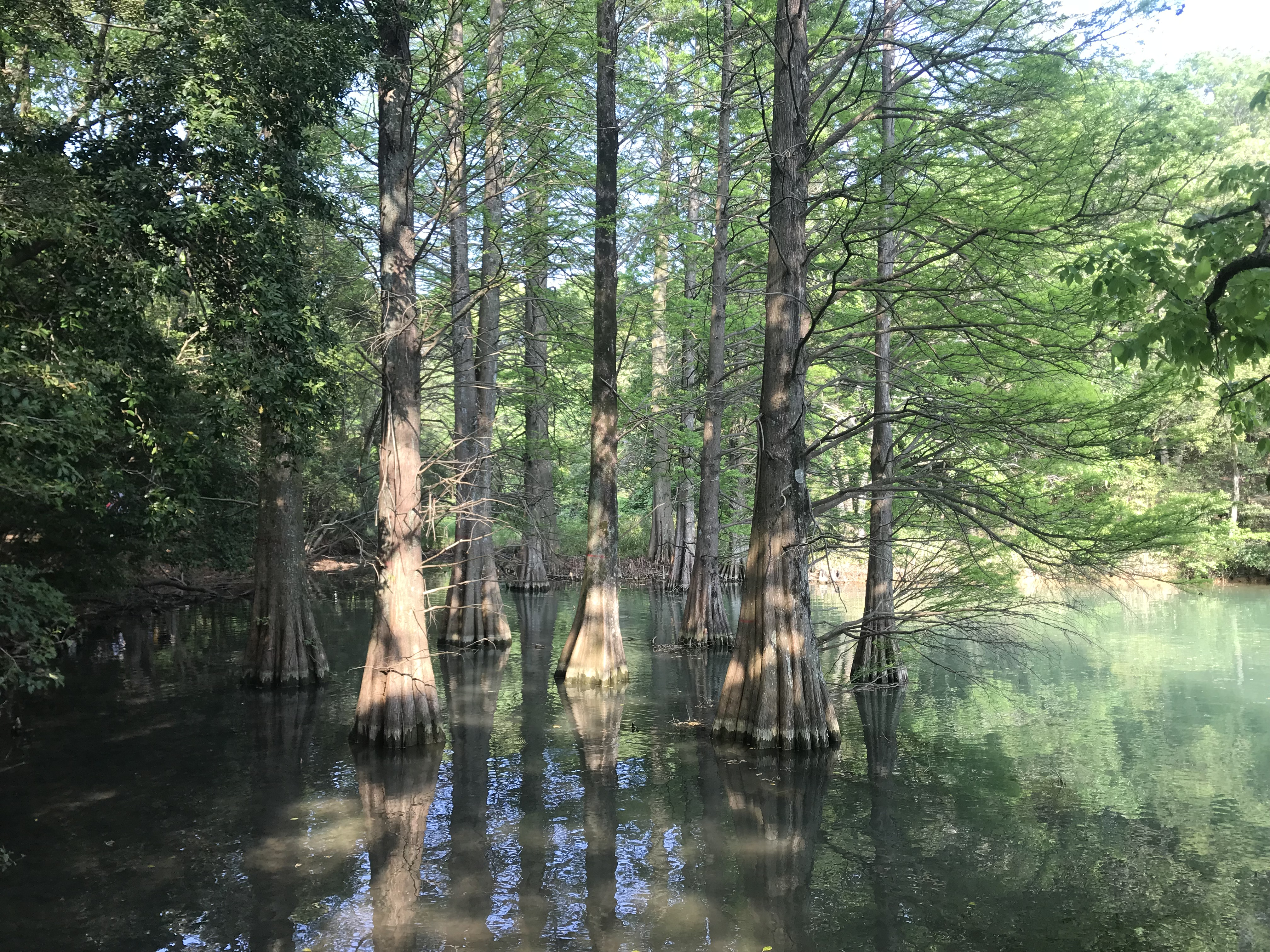
農学部附属福岡演習林

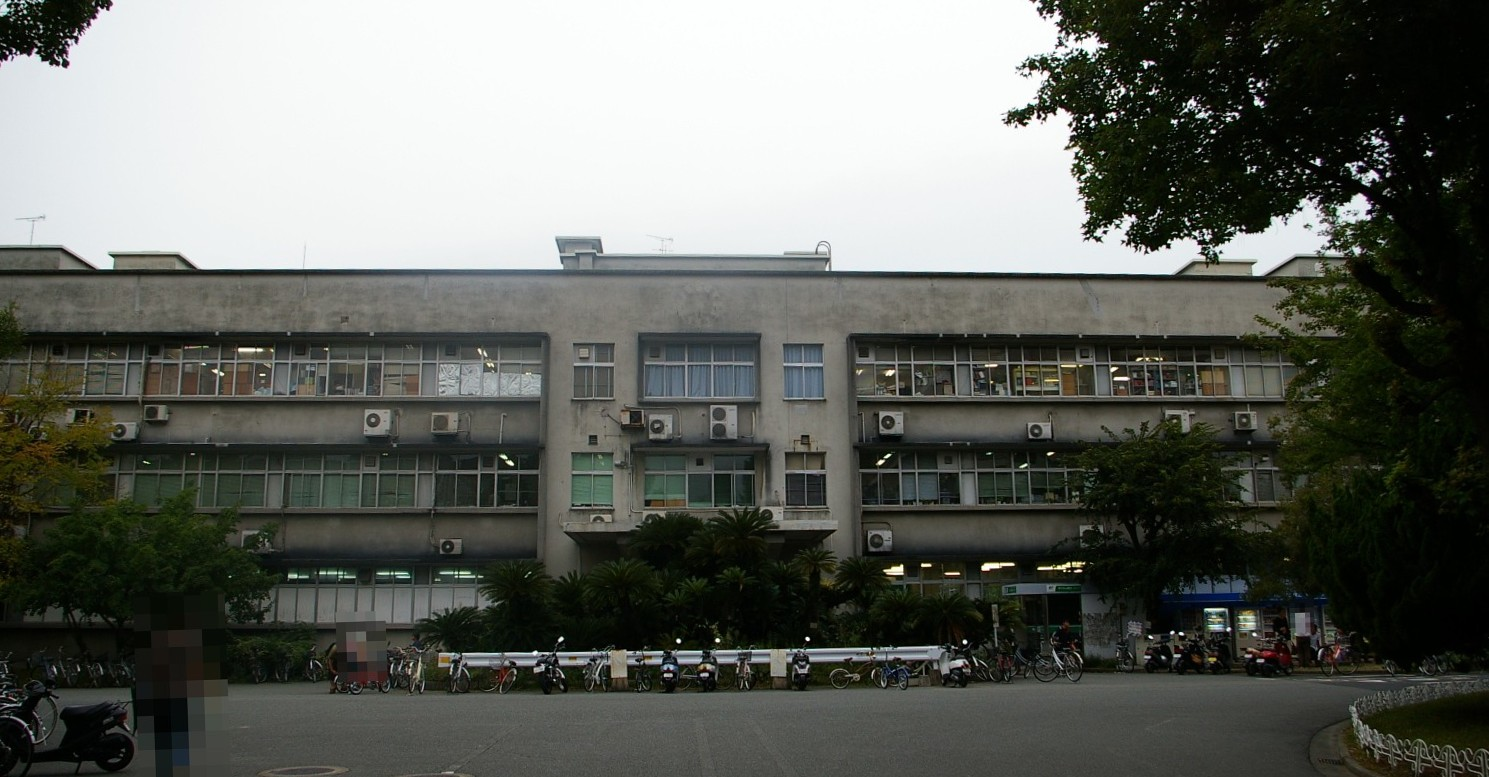
旧農学部六号館（箱崎地区）

九州大学農学部は1919年に九州帝国大学農学部として設置された。帝国大学の農学部としては東京大学農学部、北海道大学農学部に次ぐ歴史を持つ。1953年に大学院農学研究科を設置し、2000年には大学院重点化を完了した。モンスーンアジア地域に近接する基幹大学として研究・教育を担ってきた。農学部附属演習林の一部が篠栗九大の森として無料開放されている。

## 沿革
- 1919年 - 九州帝国大学に農学部を設置[1]。
- 1953年 - 大学院農学研究科を設置[1]。
- 1998年 - 大学院農学研究科を大学院生物資源環境科学研究科に改称[1]。
- 2000年 - 大学院重点化を完了。大学院農学研究院を設置。大学院生物資源環境科学研究科を大学院生物資源環境科学府に改称[1]。

## 学科
- 生物資源環境学科
  - 生物資源生産科学コース
    - 農学分野（植物育種学、作物学、園芸学、植物生産生理学、植物病理学、昆虫学、昆虫ゲノム科学）
    - 生物生産環境工学分野（農業工学：灌漑利水学、水環境学、土環境学、土壌学、気象環境学）
    - 生物生産システム工学分野（農業機械学：農業生産システム設計学、農産食料流通工学）
    - 農政経済学分野（食料農業政策学、農業経営学、食料経済分析学、食料流通学、環境生命経済学）

  - 応用生物科学コース
    - 応用生命科学分野（植物栄養学、土壌環境微生物学、発酵化学、生物化学、蛋白質化学工学、農業薬剤化学、合成生物学、生物物理化学、遺伝子制御学、バイオプロセスデザイン）
    - 食糧化学工学分野（栄養化学、食糧化学、食品分析学、食品衛生化学、食品製造工学、微生物工学、細胞制御工学、微生物遺伝子資源学、生物機能デザイン）

  - 地球森林科学コース
    - 森林機能制御学分野（森林計画学、森林保全学、森林政策学【関連研究室】 流域環境制御学、森林生産制御学）
    - 森林機能開発学分野（造林学、植物代謝制御学、木質資源理学、森林化学【関連研究室】 森林圏環境資源科学）
    - 生物材料機能学分野（生物資源化学、木質材料工学、高分子材料学、バイオマテリアルデザイン）

  - 動物生産科学コース
    - 水産科学分野（海洋生物学、水産増殖学、水族生化学、海洋資源化学、水産生物環境学、アクアフィールド科学（水産実験所）
    - アニマルサイエンス分野（家畜生体機構学、家畜繁殖生理学、動物学、畜産化学、代謝・行動制御学）

  - 入学定員229名[3]

## 著名な出身者

### 政治
- 芦刈茂 - 第10代太宰府市長、太宰府市議会議員（1期）
- 阿部新 - 初代鹿角市長、尾去鉱山観光代表
- 上林忠次 - 参議院議員（2期）、日本専売公社理事
- 重野安正 - 衆議院議員（3期）、第6代社会民主党幹事長
- トゥール・ムハメット - 東トルキスタン駐日代表、日本ウイグル連盟代表
- 中川一郎 - 第35代科学技術庁長官、初代農林水産大臣、第49代農林大臣、衆議院議員（7期）
- 鍋島直紹 - 第20代科学技術庁長官、参議院議員（4期）、公選第2-3代佐賀県知事
- 西尾優 - 第18代鳥取市長、鳥取県教育長
- 西平良将 - 第18-21代阿久根市長、グリーン・ポートリーガーデン代表取締役
- 松形祐堯 - 宮崎県知事（公選第10‐15代）、第12代林野庁長官、林業信用基金理事長
- 宮本邦彦 - 参議院議員（1期）、農業土木学会理事
- ヌルディン・アブドゥラ - 南スラウェシ州知事、ハサヌディン大学教授
- 山崎平八郎 - 第14代国土庁長官、衆議院議員（7期）、農林省九州農政局長
- 山之口安秀 - 第18代鹿児島市長、鹿児島県出納長
- 吉田忠智 - 参議院議員（2期）、大分県議会議員（3期）、第4代社会民主党党首

### 行政
- 村上健一 - 第18代科学技術事務次官、日本原子力研究所理事長、高度情報科学技術研究機構会長
- 西川孝一 - 農林水産省生産局長、農業・食品産業技術総合研究機構副理事長
- 辻健治 - 第33代林野庁長官、農林漁業信用基金副理事長
- 神谷崇 - 第51代水産庁長官
- 中園良行 - 農業者年金基金理事長、全国農業会議所事務局長
- 堺田輝也 - 農林水産省大臣官房技術総括審議官、農林水産技術会議事務局長[4]

### 経済
- 大櫛顕也 - ニチレイ社長、日本冷凍食品協会会長
- 太田清之助 - 元博多大丸会長
- 川上米男 - 長府製作所創業者・元社長
- 行徳克己 - 元共栄火災海上保険社長、元日本損害保険協会副会長
- 笹井章 - 元明治製菓社長
- 高峰和宏 - 元鳥越製粉社長
- 田中文雄 - 元王子製紙社長、元日経連副会長、元日本製紙連合会会長
- 舛田圭良 - 五洋食品産業社長
- 馬城文雄 - 日本製紙社長、元日本製紙連合会会長

### 研究
- 石川良輔 - 昆虫学、東京都立大学名誉教授
- 稲神馨 - 食品工学、九州大学名誉教授、カネミ油症事件の解明者
- 岩﨑博史 - 分子遺伝学、東京工業大学教授、日本遺伝学会会長
- 上田誠之助 - 農芸化学、九州大学名誉教授、紫綬褒章
- 梅村又次 - 経済学、一橋大学名誉教授、日経・経済図書文化賞特賞、エコノミスト賞
- 内田照章 - 哺乳類学、元九州大学教授、元日本哺乳類学会会長
- 江頭和彦 - 農芸化学、九州大学名誉教授、日本粘土学会賞
- 大賀祥治 - 生物学、九州大学教授、日本きのこ学会賞
- 甲斐諭 - 農業経済学、九州大学名誉教授、元中村学園大学学長、元日本農業経済学会会長
- 嶌洪 - 系統分類学、九州大学名誉教授、元日本昆虫学会会長
- 佐藤剛史 - 農業経済学、九州大学助教
- 白水隆 - 昆虫学、九州大学名誉教授、元日本昆虫学会会長
- 新城長有 - 育種学、琉球大学名誉教授、紫綬褒章、みどりの学術賞
- 髙木強治 - 水工学、東京大学教授
- 武田正倫 - 動物学、東京大学名誉教授、毎日出版文化賞
- 谷山鉄郎 - 作物学、三重大学名誉教授、元日本作物学会会長
- 田原虎次 - 農業機械学、東京農工大学名誉教授
- 趙伯顕 - 農芸化学、ソウル大学校名誉教授、元韓国食品科学会会長
- 東條英昭 - 遺伝子工学、東京大学名誉教授
- 箱田聖二 - 知財農学、大阪工業大学知的財産専門職大学院教授。
- 橋口公一 - 個体力学、九州大学名誉教授、日本機械学会材料力学部門業績賞
- 林正美 - 昆虫学、埼玉大学名誉教授
- 比留木忠治 - 植物生理学、元アルバータ大学教授、カナダ王立協会会員、日本植物病理学会賞
- 平井啓久 - 生物学、京都大学名誉教授、元京都大学霊長類研究所所長
- 福田晋 - 農業経済学、九州大学教授、日本農業経済学会会長
- 前田幸嗣 - 農業経済学、九州大学教授、日本農業経済学会学会誌賞
- 真木太一 - 農業気象学、九州大学名誉教授、元日本農業気象学会会長、元日本農業工学会会長、紫綬褒章
- 丸本卓哉 - 土壌微生物学、第12代山口大学学長、日本農学賞
- 三宅貞祥 - 動物学、九州大学名誉教授、元日本甲殻類学会会長
- 向井純一郎 - 農芸化学、九州大学名誉教授
- 諸星静次郎 - 蚕糸学者、元東京農工大学学長、元日本蚕糸学会会長、元日本学士院会員、日本学士院賞、紫綬褒章
- 矢吹萬壽 - 農学、元大阪府立大学学長、元公立大学協会副会長、紫綬褒章
- 安松京三 - 昆虫学、九州大学名誉教授、元日本昆虫学会会長、紫綬褒章、朝日賞
- 矢野昌裕 - 育種学、農業・食品産業技術総合研究機構次世代作物研究開発センター所長、みどりの学術賞
- 山下洋 - 生態学、京都大学名誉教授、元水産海洋学会会長
- 和田光史 - 土壌学、第19代九州大学総長、日本学士院会員、日本学士院賞

### 文化、芸能
- 片山恭一 - 小説家、文学界新人賞
- 吉野裕之 - 歌人、横浜文芸懇話会副会長、横浜歌人会代表委員、槐賞
- 鮎川誠 - ギタリスト、シーナ&ザ・ロケッツリーダー
- 中田正一 - 風の学校設立者、吉川英治文化賞

### その他
- 高橋浩之 - 元東海近畿農業試験場栽培第一部長、コシヒカリ生みの親
- 荒尾茉紀 - テレビ宮崎アナウンサー
- 手嶋準一 - 気象予報士
- こんちゅうクン - 磐田市竜洋昆虫自然観察公園職員

## 博士号取得者
- 川口栄作 - 養蚕学、元北海道大学教授、元宇都宮大学学長